# 台76線
台76線（東西向快速公路—芳苑草屯線），是臺灣橫跨彰化縣與南投縣之東西向省道快速公路。
原名漢寶草屯線。起點位於彰化縣芳苑鄉芳苑交流道接台61線，終點位在南投縣草屯鎮中興系統交流道接國道三號，計畫長度42.525公里，是全台唯二尚未全線通車的東西向快速公路。

## 概述
台76線自國道三號中興系統交流道分出，往西經八卦山隧道後沿員林大排兩側，以高架形式與員林大排的平面道路共構，在埔鹽鄉與中山高速公路交匯，續往西北通車至埔鹽鄉與福興鄉交界處之台19線彰水路埔鹽交流道為止。東西兩端高低差300公尺，為台灣西部坡度起伏最大之快速公路。原計畫往西至芳苑鄉漢寶路段，由於路線引起地方爭議因而停擺10年未動工，目前僅能通行員林大排的平面道路縣道144號，連接台61線福興交流道。
「東西向快速公路台76線（原漢寶草屯線）台19線以西路段改線工程」已通過環評，計畫路線從埔鹽交流道往西南，現有的埔鹽交流道增設匝道，並興建埔鹽鄉「新水交流道」、二林鎮「萬興交流道」，之後變成平面道路，經過中科四期二林園區，接台61線「芳苑交流道」。芳苑至埔鹽段最快將於2020年4月動工，所需經費新臺幣140億元，由中央全額補助，正式開工日為2020年8月17日 。
除林厝交流道至中興系統交流道（包含八卦山隧道，26.5K~32.6K）間路段外，其餘路段開放排氣量250c.c.以上之大型重型機車行駛。預計於2021年底開放大型重型機車行駛林厝交流道－中興系統交流道。
特別的是，台76線埔鹽至中興系統路段是由內政部警政署國道公路警察局第三公路警察大隊中興分隊管轄，為省道快速道路唯一，以及唯二由國道公路警察管轄之省道（另一為台2己線）。
2024年2月2日行政院公告，原台76線台19線以西路段（0K＋000～10K＋860）計劃路線調整，起點由彰化縣芳苑鄉漢寶村調整至芳苑鄉永興村（銜接台61線芳苑交
流道），路線調整後，原路線名稱為漢寶～草屯，新路線名稱為芳苑～草屯，原總里程為32.644公里，調整後總里程為42.525公里（長鏈9.881公里）。

## 設施

### 交流道
| 台76線路線設施里程一覽表      |      |                |                                                     |                                    |                  |                                                               |                                                                                 |                                                           |
| 標誌                          | 里程 | 名稱           | 順樁預告                                            | 逆樁預告                           | 形式             | 通車日                                                        | 銜接道路 →聯絡地區                                                              |                                                           |
| 0                             | 0.0  | 芳苑           | 公路起點                                            | 大城 王功 公路終點                 | 簡易鑽石型       | 2017年12月19日（銜接南出北入） 2019年12月27日（銜接北出南入） | 西部濱海快速公路                                                                |                                                           |
| 此處有交通號誌                | 0.3  | 芳苑平交路口   | 福興 大城                                           | 大城 福興                          | 平交路口         | 2017年12月19日（東出西入） 2022年9月7日（西出東入）           | 台17線 · →芳苑鄉芳苑、永興                                                      |                                                           |
| 此處有交通號誌                | 1.1  | 永興平交路口   | 王功 大城                                           | 大城 王功                          | 平交路口         | 2022年9月7日                                                  | 彰157線 · →芳苑鄉永興                                                           |                                                           |
| 此處有交通號誌                | 2.1  | 五圳平交路口   | 王功 大城                                           | 大城 王功                          | 平交路口         | 2022年9月7日                                                  | 彰121線 · →芳苑鄉五圳                                                           |                                                           |
| 此處有交通號誌                | 3.2  | 寮湖路平交路口 | 不適用                                              | 不適用                             | 平交路口         | 2022年9月7日                                                  | 寮湖路 →芳苑鄉南原                                                              |                                                           |
| 此處有交通號誌                | 3.7  | 文津平交路口   | 福興 二林                                           | 二林 福興                          | 平交路口         | 2022年9月7日（東出西入） 2024年1月27日（西出東入）            | 彰123線 · →芳苑鄉文津、南原、芳苑工業區、二林鎮、福興鄉                         |                                                           |
| 此處有交通號誌                | 4.0  | 南原平交路口   | 東口 南原                                           | 南原 東口                          | 平交路口         | 2024年1月27日                                                 | 彰122線 · →芳苑鄉南原、東口                                                     |                                                           |
| 此處有交通號誌                | 4.9  | 東口平交路口   | 東口 二林                                           | 二林 東口                          | 平交路口         | 2024年1月27日                                                 | 彰125線 · →芳苑鄉東口、二林鎮                                                   |                                                           |
| 此處有交通號誌                | 6.1  | 二林平交路口   | 福興 二林市區                                       | 二林市區 福興                      | 平交路口         | 2024年1月27日                                                 | 縣道143號 · →二林鎮、芳苑鄉、福興鄉                                             |                                                           |
| 此處有交通號誌                | 7.0  | 頂厝平交路口   | 竹塘 頂厝                                           | 竹塘 頂厝                          | 平交路口         | 2024年1月27日                                                 | 彰127線 · →芳苑鄉頂厝、竹塘鄉                                                   |                                                           |
| 此處有交通號誌                | 8.0  | 趙甲平交路口   | 萬興 趙甲                                           | 趙甲 萬興                          | 平交路口         | 2024年1月27日                                                 | 彰126線 · →二林鎮萬興、舊趙甲                                                   |                                                           |
| 此處有交通號誌                | 8.3  | 安殿巷平交路口 | 不適用                                              | 不適用                             | 平交路口         | 2024年1月27日                                                 | 安殿巷 →二林鎮舊趙甲                                                            |                                                           |
| 此處有交通號誌                | 9.6  | 中科平交路口   | 中科二林園區                                        | 中科二林園區                       | 平交路口         | 2024年1月27日                                                 | 彰130線（二林中科大道） · →二林中科園區                                         |                                                           |
| 此處有交通號誌                | 10.0 | 湖厝平交路口   | 萬興 湖厝                                           | 湖厝 萬興                          | 平交路口         | 2024年1月27日                                                 | 彰129-2線 · →二林鎮萬興、湖厝                                                   |                                                           |
| 此處有交通號誌                | 10.8 | 萬興平交路口   | 萬興 埤頭                                           | 埤頭 萬興                          | 平交路口         | 2024年1月27日                                                 | 彰128線 · →二林鎮萬興、埤頭鄉                                                   |                                                           |
| 11                            | 11.6 | 萬興           | 溪湖 公路通車終點                                   | 公路通車起點                       | 半套簡易鑽石型   | 2024年1月27日（東出西入） 預計2025年（西出東入）              | 縣道148號 · →芳苑鄉王功、二林鎮萬興、溪湖鎮                                     |                                                           |
| ↓ 11.5~20.8 萬興－埔鹽 興建中 |      |                |                                                     |                                    |                  |                                                               |                                                                                 |                                                           |
|                               | 16.6 | 新水           |                                                     |                                    | 分離式簡易鑽石型 | 預計2025年（東出西入） 預計2026年（西出東入）                 | 埔鹽聯絡道 (新生路) →埔鹽鄉新水、西湖村、永樂、南新、崑崙                       | 埔鹽聯絡道 (新生路) →埔鹽鄉新水、西湖村、永樂、南新、崑崙 |
| ↑ 11.5~20.8 萬興－埔鹽 興建中 |      |                |                                                     |                                    |                  |                                                               |                                                                                 |                                                           |
|                               |      |                |                                                     |                                    |                  |                                                               |                                                                                 |                                                           |
| 11                            | 11.9 | 埔鹽           | 快速公路通車起點                                    | 溪湖 埔鹽 福興 秀水 快速公通車終點 | 半套簡易鑽石型   | 1998年12月25日（西出東入） 預計2026年（東出西入）             | 台19線 · 側車道：縣道144號 · →溪湖鎮、埔鹽鄉、福興鄉、秀水鄉                    |                                                           |
| 15                            | 15.3 | 埔鹽系統       | 彰化 北斗                                           | 北斗 彰化                          | 雙葉型           | 1998年12月25日                                                | 中山高速公路                                                                    |                                                           |
| 19                            | 19.1 | 埔心           | 大村 埔心                                           | 埔心 大村                          | 分離式簡易鑽石型 | 2004年1月12日                                                 | 縣道144號、彰60線、埔新路 · →埔心鄉、大村鄉                                     |                                                           |
| 22                            | 22.9 | 員林           | 員林 大村 永靖 田尾                                 | 永靖 田尾 員林 大村                | 分離式簡易鑽石型 | 2001年1月20日                                                 | 台1線 · 側車道：縣道144號 · →員林市、大村鄉、永靖鄉、田尾鄉                     |                                                           |
| 26                            | 26.8 | 林厝           | 林厝 社頭 田中                                      | 社頭 林厝                          | 分離式簡易鑽石型 | 2004年1月18日                                                 | 縣道137號、東彰路 · 側車道：縣道144號 · →員林市林厝、社頭鄉、田中鎮、高鐵彰化站 |                                                           |
| 27.2 隧道                     |      |                |                                                     |                                    |                  |                                                               |                                                                                 |                                                           |
| 32.4                          |      |                |                                                     |                                    |                  |                                                               |                                                                                 |                                                           |
| 32                            | 32.6 | 中興系統       | 北 草屯 南 中興新村 南投 草屯市區 南投 快速公路終點 | 快速公路起點                       | 喇叭型           | 2005年4月29日                                                 | 福爾摩沙高速公路 · 台14乙線                                                     |                                                           |

### 隧道
| 名稱       | 長度      | 長度      | 竣工日期      |
| 名稱       | 東行      | 西行      | 竣工日期      |
| ---------- | --------- | --------- | ------------- |
| 八卦山隧道 | 4,935公尺 | 4,928公尺 | 2005年4月29日 |

## 車道數及速限
| 路段                                             | 車道數 | 車道數 | 車道數 | 車道數 | 車道數  | 速限（km/h） | 速限（km/h） | 備註     |
| 路段                                             | 東行   | 東行   | 西行   | 西行   | 雙向    | 主線         | 側車道       | 備註     |
| 路段                                             | 主線   | 側車道 | 主線   | 側車道 | 雙向    | 主線         | 側車道       | 備註     |
| ------------------------------------------------ | ------ | ------ | ------ | ------ | ------- | ------------ | ------------ | -------- |
| 芳苑交流道～芳苑平交路口                         | 2      | 不適用 | 2      | 不適用 | 4       | 未           | 不適用       |          |
| 芳苑平交路口～芳苑平交路口西出東入匝道           | 2      | 3＋1慢 | 2      | 3＋1慢 | 10＋2慢 |              |              | [ 註 5 ] |
| 芳苑平交路口西出東入匝道～萬興交流道東出西入匝道 | 2      | 1      | 2      | 1      | 6       |              |              | [ 註 5 ] |
| 萬興交流道東出西入匝道～埔鹽交流道               | 未知   | 不適用 | 未知   | 不適用 | 未知    | 未知         | 不適用       | [ 註 7 ] |
| 埔鹽交流道～林厝交流道東出西入匝道               | 2      | 不適用 | 2      | 不適用 | 4       |              | 不適用       |          |
| 林厝交流道區間                                   | 2      | 不適用 | 2      | 不適用 | 4       | [ 註 8 ]     | 不適用       |          |
| 林厝交流道西出東入匝道～中興系統交流道           | 2      | 不適用 | 2      | 不適用 | 4       | [ 註 8 ]     | 不適用       |          |

## 施工進度

### 向西延伸至台61線芳苑交流道
「東西向快速公路台76線（原漢寶草屯線）台19線以西路段改線工程」，自「福興」、「漢寶」、「王功」和「芳苑」中，選擇採用「芳苑」方案推動。目前已通過環評，計畫路線全長20.8公里，從既有台76線通車終點（埔鹽交流道）向西南以高架型式延伸，現有的埔鹽交流道增設匝道，並興建埔鹽鄉新水交流道、二林鎮萬興交流道，過二溪路（148縣道）後降為平面型式（仍預留高架型式空間），經過中科四期二林園區，接台61線芳苑交流道。芳苑至埔鹽段最快將於2020年4月動工，所需經費新臺幣140億元，由中央全額補助，正式開工日為2020年8月17日 。
| 工程名稱       | 工程概要                                                                         | 開工日期               | 預定進度 | 實際進度 | 跟實際進度比 | 預定完工日期                        | 狀態             |
| -------------- | -------------------------------------------------------------------------------- | ---------------------- | -------- | -------- | ------------ | ----------------------------------- | ---------------- |
| 路堤工程第一標 | 永興（台17線平交路口）至文津段（彰123線平交路口）路堤工程（平面段），總長3.7公里 | 已於2020年6月30日開工  | 100.00%  | 100.00%  | 相等         | 2022年5月15日 已於2022年4月25日竣工 | 2022/09/07已通車 |
| 路堤工程第二標 | 文津（彰123線平交路口）至西庄（萬興交流道）段工程（平面段），總長7.88公里          | 已於2020年11月30日開工 | 100.00%  | 100.00%  | 相等         | 2024年1月28日 已於2024年1月27日竣工 | 2024/01/27已通車 |
| 橋樑工程第三標 | 西庄（萬興交流道）至西湖段（新水交流道）段工程（高架段），總長5.657公里            | 已於2021年7月1日開工   | 97.68%   | 97.69%   | +0.01%       | 2025年10月17日                      | 較預定進度超前   |
| 橋樑工程第四標 | 西湖（新水交流道）至瓦磘（埔鹽交流道）段工程（高架段），總長4.283公里            | 已於2022年10月15日開工 | 68.25%   | 68.26%   | +0.01%       | 2026年8月13日                       | 較預定進度超前   |

## 路權演進
中興系統交流道雖有匝道可銜接台14乙線，但考量當時大型重型機車尚未公告行駛國道高速公路，騎士可能誤駛入未開放之國道3號，且考量八卦山隧道為我國少數之長公路隧道，雙向隧道長度逾4,000公尺，國內無相關開放機車行駛經驗、騎士行駛該路段有風險等諸多因素，故並未開放大型重型機車行駛林厝交流道至中興系統交流道間之路段，並於入口處設置禁止大型重型機車進入標誌（禁2.2指標）。大型重型機車須改行駛縣道148線等一般道路才可往來彰化至南投間。
雖為省道快速公路，但交通部卻提出「考量長隧道廢氣有礙駕駛健康，及對環境生態的維護減少衝擊」等無科學證據或研究證實之論點佐證，限制大型重型機車行駛行駛八卦山隧道等其他長隧道路段，遭台灣機車路權促進會等人民團體強烈反抗與不滿。
經機車路權團體多次陳情與交通主管機關多次召開會議下，並由公路主管機關辦理招標，針對「機車通行長隧道條件」委託季鈞管理顧問股份有限公司進行收集資訊、評估、招開公民工作坊，公民工作坊邀請學者專家、大型車工會、路權團體、人民等人參與討論，參與人士並針對此議題於批踢踢實業坊《Superbike》板發表心得；中國國民黨籍立法委員游毓蘭亦邀集交通部、交通部公路總局與人民團體代表等單位協調開放事宜。
公路主管機關公告預計於2021年底開放大型重型機車行駛，此消息Facebook社團《公路邦．公路研究討論區．TwRoadClub》、《台灣機車路權研討社》、PTT批踢踢實業坊《Superbike》板、《Biker》板皆有鄉民討論，被機車路權團體認為是台灣機車路權的重要里程碑。
至2025年2月17日，仍尚未開放大型重型機車進入。公路總局第二區養護工程處員林工務段表示，未來開放大型重型機車時，東行將限行外側車道，避免大型重型機車誤闖國道三號。西行則未限制行駛之車道。

## 相關資訊
- 興建單位：交通部公路總局
- 維護單位：交通部公路局中區養護工程分局員林工務段
- 管理單位：內政部警政署國道公路警察局

## 外部連結
- 公路總局（页面存档备份，存于）
- 從八卦山隧道到員林大排－台76快速公路（页面存档备份，存于）取自新南極轉運站